# رودني كينغ

رودني كينغ

رودني غلين كينغ (بالإنجليزية: Rodney King)؛ (2 أبريل 1965 في ساكرامنتو، كاليفورنيا - 17 يونيو 2012 في ريالتو، سان بيرناردينو، كاليفورنيا)، مواطن أمريكي من أصل أفريقي اشتهر في نهاية القرن العشرين على إثر أحداث دموية شهيرة وقعت في مدينة لوس أنجلوس الأمريكية وسميت باسم «قضية رودني كينغ» أعقبت نشر فيلم فيديو تم تصويره من طرف مصور هاوٍ يدعى «دافيد هاليداي» يتعرض خلاله رودني للضرب المبرح من قبل شرطة لوس أنجلوس في 3 مارس 1991. وقد حظي الفيديو بتغطية إعلامية هائلة ساهمت في اندلاع أعمال شغب كبيرة في المدينة الأمريكية لاحقاً بعد تبرئة أفراد الشرطة الذين اعتدوا عليه من قبل المحاكم الأمريكية.

## روابط خارجية
- رودني كينغ على موقع IMDb (الإنجليزية)
- رودني كينغ على موقع ميوزك برينز (الإنجليزية)
- رودني كينغ على موقع إن إن دي بي (الإنجليزية)
- رودني كينغ على موقع ديسكوغز (الإنجليزية)
- رودني كينغ على موقع قاعدة بيانات الفيلم (الإنجليزية)
- رودني كينغ على موقع كينوبويسك (الروسية)